# Стемаси
Стема́си (рос. Стемасы, чув. Стемас) — село у складі Алатирського району Чувашії, Росія. Адміністративний центр та єдиний населений пункт Стемаського сільського поселення.
Населення — 1318 осіб (2010; 1572 у 2002).
Національний склад:
- росіяни — 94 %